# Henry Whitehead
Henry Whitehead (22 de septiembre de 1825 - 5 de marzo de 1896) fue un sacerdote de la Iglesia de Inglaterra y coadjutor asistente de la Iglesia de San Lucas en Soho, Londres, durante el brote de cólera de 1854.
Whitehead, inicialmente creyente en la teoría miasmática de la enfermedad, trabajó para refutar las teorías falsas y finalmente llegó a preferir la idea de John Snow, de que el cólera se propaga a través del agua contaminada por desechos humanos. El trabajo de Snow (y las propias investigaciones de Whitehead) convencieron a Whitehead de que la bomba de agua de Broad Street era la fuente de las infecciones locales. Whitehead luego se unió a Snow para rastrear la contaminación hasta un pozo ciego que filtró el agua contaminada al nivel freático, lo que condujo al caso índice del brote. Whitehead identificó a "bebé Lewis" en el número 40 de Broad Street, donde una fuga en el sótano contaminó el pozo, como paciente cero del brote.
El trabajo de Whitehead junto con Snow combinó el estudio demográfico con la observación científica, sentando un precedente importante para la floreciente ciencia de la epidemiología.
Whitehead sirvió en varias otras parroquias de Londres antes de mudarse a Brampton, ahora en Cumbria, en 1874, donde fue nombrado vicario local. Jugó un papel decisivo en fomentar un movimiento para construir una nueva iglesia en Brampton, que culminó en la Iglesia de San Martín, la única iglesia diseñada por Philip Webb jamás construida y ahora un Monumento Clasificado Grado I. Whitehead se mudó a Newlands en Cumberland en 1884 y finalmente se convirtió en vicario de Lanercost durante cinco años hasta su muerte.